# Kalawun
Kalawun, arab. قلاوون, właśc. Al-Malik al-Mansur Sajf ad-Din Kalawun al-Alfi as-Salihi an-Nadżmi al-Ala’i (ur. ok. 1222, zm. 11 listopada 1290) – sułtan mameluków, panujący od 27 listopada 1279 do śmierci.

## Życiorys

### Droga do władzy
Był Kipczakiem, który urodził się na nadczarnomorskim stepie ok. 1222. Poza tym nic nie wiadomo o jego życiu przed przybyciem do Egiptu. Został kupiony od handlarza niewolników przez dawnego mameluka Al-Adila (1193–1218), emira Ala ad-Dina Ak-Sunkura al-Adiliego as-Sakiego (czyli podczaszego) za tysiąc dinarów, stąd jego przydomek al-Alfi („tysięcznik”). Kalawun został mamelukiem wyjątkowo późno, kiedy miał już ponad dwadzieścia lat, i nigdy nie nauczył się poprawnie mówić po arabsku. Ak-Sunkur zmarł w 1249 i Kalawun wraz z jego innymi mamelukami stał się własnością As-Saliha Ajjuba (1238–1249), który włączył go do swojego elitarnego regimentu Bahrytów.
Kalawun stał się jednym z ważniejszych emirów mameluków za panowania Ajbaka (1250–1257), kiedy to szybko awansował. Jednak gdy w 1254 Ajbak zabił emira Aktaja, będącego przywódcą wrogiego mu stronnictwa skupionego wokół weteranów z regimentu Bahrytów, Kalawun wraz z wieloma dawnymi towarzyszami uciekł z Egiptu. Przez kilka następnych lat dzielił losy innych wygnanych Bahrytów, działających wtedy w Syrii pod przywództwem Bajbarsa (1260–1277). Do roku 1257 pozostawał w służbie ajjubidzkiego sułtana Aleppo An-Nasira Jusufa (1236–1260), by później związać się z jego panującym w Al-Karaku krewnym Al-Mughisem Umarem (1250–1263). W trakcie wyprawy na Egipt w 1257 Kalawun dostał się do niewoli, udało mu się jednak z niej uciec i powrócić do Al-Karaku.
W 1260 powrócił do Egiptu wraz z Bajbarsem, który w obliczu mongolskiego zagrożenia pojednał się z nowym sułtanem Kutuzem (1259–1260). Wziął udział w bitwie pod Ajn Dżalut, by później być jednym z członków spisku, który doprowadził do zamordowania Kutuza i objęcia sułtanatu przez Bajbarsa. Bajbars ufał Kalawunowi i nadał mu stopień dowódcy tysiąca (amir alf). Kalawun wyróżnił się w kampanii przeciwko Mongołom w 1272, kiedy to jako pierwszy z emirów przekroczył Eufrat. Świadectwem tego, w jak zażyłych stosunkach pozostawał z sułtanem jest fakt, iż w 1276 jego córka poślubiła syna Bajbarsa, Barakę Chana (1277–1279).
Kiedy Baraka wstąpił na tron, Kalawun jako teść sułtana stał się najważniejszym z emirów. Baraka prowadził politykę wrogą w stosunku do dawnych stronników swojego ojca, których chciał zastąpić nowymi, zawdzięczającymi wszystko jemu ludźmi, jego działania nie dotknęły jednak Kalawuna. W sierpniu 1279 bunt mameluckich weteranów z czasów Bajbarsa obalił Barakę, który udał się na wygnanie do Al-Karaku. Nominalnym sułtanem został wtedy jego siedmioletni brat, Salamisz (1279), jednak rzeczywistą władzę przejął Kalawun, który został atabegiem małoletniego władcy. Imię Kalawuna było wspominane w chutbie obok imienia sułtana i figurowało wraz z nim na jego monetach. Krótkie panowanie Salamisza posłużyło Kalawunowi do przygotowania politycznego gruntu pod pełne przejęcie władzy. Kiedy 27 listopada 1279 zasugerował, że dobro państwa wymaga, by władzę sprawował dojrzalszy władca, nie spotkał się z jakimkolwiek sprzeciwem. Kalawun został sułtanem, przybierając tytuł Al-Malik al-Mansur, zaś złożony z tronu Salamisz został odesłany do swojego brata do Al-Karaku.

### Sułtanat
Swoje panowanie Kalawun rozpoczął od czystki wśród emirów wywodzących się z dawnej gwardii Bajbarsa, az-Zahirijja, a urzędy namiestników prowincji i zarządców twierdz powierzył mamelukom z własnej gwardii Al-Mansurijja. Pomimo tych prób uprzedzenia wszelkiej możliwej opozycji, wyzwanie zagrażające rządom Kalawuna pojawiło się ze strony jego dawnego towarzysza, Sunkura al-Aszkara, z którym, jak się zdaje, wspólnie uknuł plan zawładnięcia tronem. Będący namiestnikiem Damaszku Sunkur odmówił złożenia przysięgi lojalności wobec nowego władcy i ogłosił się sułtanem, jednocześnie wysyłając wojsko w rejon Gazy, aby strzegło granicy przed atakiem z Egiptu. W czerwcu 1280 Sunkur został pokonany przez armię dowodzoną przez Sandżara al-Halabiego i po tej porażce schronił się u swego sprzymierzeńca, arabskiego wodza plemienia Al-Fadl Isy Ibn Muhanny. Ostatecznie Sunkur osiadł w górskiej twierdzy Sajhun, leżącej na wschód od Latakii, a udało mu się także opanować kilka zamków w północnej Syrii.
Sunkur próbował porozumieć się z Ilchanidami, którzy byli świadomi zamętu, w jakim znalazł się sułtanat mameluków po śmierci Bajbarsa i postanowili wykorzystać sytuację do przeprowadzenia ataku na Syrię. W czerwcu 1281 Kalawun przybył do Damaszku i w obliczu mongolskiej inwazji pogodził się z Sunkurem, który zrezygnował z sułtańskiego tytułu i pretensji do niezależności, ale utrzymał swoje zamki. Zasilona oddziałami Sunkura armia Kalawuna pokonała Mongołów w bitwie pod Himsem 29 października 1281. Wojska Ilchanidów, wsparte przez ormiańskich sojuszników i dowodzone przez brata ilchana Abaki (1265–1282), Mengü Temüra, zostały doszczętnie rozbite. W następnym roku zmarli zarówno Abaka, jak i Mengü Temür, zaś ilchanem został inny syn Hulegu (1256–1265), Ahmad Tokudar (1282–1284), który będąc muzułmaninem szukał porozumienia z Kalawunem.
Obecność synów Bajbarsa w Zajordanii była dla Kalawuna źródłem stałego niepokoju. Baraka Chan utrzymywał w Al-Karaku sułtański dwór i zasilał swe oddziały werbunkiem nowych mameluków. W marcu 1280 najstarszy syn Bajbarsa zmarł, co było pomyślną okolicznością dla Kalawuna, i natychmiast zaczęły szerzyć się pogłoski, że Baraka został otruty na polecenie sułtana. Rządy w Al-Karaku przeszły wtedy na innego syna Bajbarsa, Chadira, który przybrał sułtański tytuł Al-Malik al-Masud. W 1286 Al-Karak został zdobyty przez wojska Kalawuna, zaś Chadir i Salamisz przyjęci z honorami w Kairze. Po jego śmierci zesłano ich na wygnanie do Konstantynopola, gdzie Salamisz zmarł w 1291.
W późniejszym okresie swojego panowania Kalawun poświęcił wiele czasu relacjom z lewantyńskimi krzyżowcami. Królestwo Jerozolimskie znajdowało się wówczas w stanie pogłębiającej się anarchii. Korona była przedmiotem sporu pomiędzy królem Cypru Hugonem III Lusignan (1267–1284) a bratem Ludwika IX (1226–1270) i królem Sycylii Karolem I Andegaweńskim (1266–1285). Partię andegaweńską popierały Akka i Sydon oraz templariusze, zaś Lusignanów Tyr i Bejrut. W sytuacji mongolskiego zagrożenia i nadal silnej opozycji w stosunku do jego rządów, Kalawun zawarł z Frankami cały szereg traktatów rozejmowych. Sama ich liczba świadczy o rozdrobnieniu królestwa, w którym nie istniała władza centralna, z którą Mamelucy mogliby zawrzeć jeden układ dotyczący ogółu terytoriów krzyżowców. Najpierw w kwietniu 1282 sułtan zawarł traktat z wielkim mistrzem templariuszy Guillaume’em de Beaujeu; w czerwcu 1283 traktat z frankijskimi władzami Akki, tj. z Odonem Poilechien, zastępcą regenta Karola Andegaweńskiego, a także z Guillaume’em de Beaujeu i Nicolasem Lorgne – wielkim mistrzem joannitów; zaś w lipcu 1285 z siostrą króla Hugona, Małgorzatą z Tyru. W momencie zawierania trzeciego traktatu Hugon i Karol już nie żyli. W 1286 syn Hugona Henryk II (1285–1324) koronował się na króla Jerozolimy, przywracając tym samym nominalną jedność królestwa.
Zniknięcie zagrożenia ze strony Mongołów i ustabilizowanie się sytuacji wewnętrznej pozwoliły Kalawunowi na kontynuowanie rozpoczętej przez Bajbarsa świętej wojny przeciw krzyżowcom, której sułtan miał poświęcić resztę swojego życia. W kwietniu 1285 Kalawun złamał zawarte z Frankami traktaty i ruszył na Margat, ostatnią twierdzę joannitów, która została zdobyta w następnym miesiącu. To po tym wydarzeniu Małgorzata z Tyru zawarła z Kalawunem traktat zapewniający jej dziesięć lat pokoju, w zamian za zgodę na upokarzające warunki. Po utracie Margatu joannici przenieśli się do Trypolisu, gdzie po śmierci ostatniego władcy z domu Hauteville, Boemunda VII (1275–1287), rządził Bartłomiej Embracio z genueńskiego rodu panującego w Dżubajlu. Pozycja Bartłomieja była niepewna ze względu na roszczenia siostry Boemunda, Łucji, a także niechętny stosunek Wenecjan, którzy obawiali się wzrostu wpływów Genueńczyków w Trypolisie. Do Kalawuna przybyli posłowie, być może wysłani przez Wenecjan, z prośbą o interwencję. Trypolis poddał się siłom Mameluków 27 kwietnia 1289 i podobnie jak inne wcześniej przez nich zdobyte miasta nadmorskie został zburzony. Ze stolic państw krzyżowców ostała się tylko Akka i jej zdobycie stało się kolejną ambicją Kalawuna. Pretekstem do ataku stały się wydarzenia z lata 1290, kiedy to włoscy krzyżowcy wszczęli rozruchy na ulicach miasta i wymordowali wielu muzułmanów, nie szczędząc też przypadkowych przechodniów. W początkach listopada armia Mameluków była gotowa do wymarszu, lecz sułtan nagle zachorował i 10 listopada 1290 zmarł w swym namiocie pod Kairem.
Kalawun przedsięwziął także ofensywę skierowaną przeciwko królestwu Armenii Małej, które zostało najechane przez Mameluków w 1283. W 1285 Ormianie zostali zmuszeni do podpisania rozejmu na lat dziesięć, godząc się na płacenie corocznego trybutu. Prowadził również aktywną politykę w Nubii, gdzie próbował izolować Makurię, wysyłając swoich posłów do Adura, władcy Al-Abwabu, a następnie wyprawił dwie ekspedycje, które usadowiły w Dongoli sprzyjających mu władców. Ich panowanie było jednak krótkie, bowiem skoro tylko wojska Mameluków wycofywały się, król Szamamun (1286–1295) powracał do swojej stolicy. Po trzeciej i największej z dotychczasowych wypraw w 1289/1290 Szamamun zwrócił się do sułtana o przebaczenie, zobowiązując się zarazem do zwiększenia baktu. Zajęty planowaniem wyprawy na Akkę Kalawun zgodził się i formalnie zatwierdził Szamamuna jako podległego Mamelukom władcę Makurii.

## Dziedzictwo

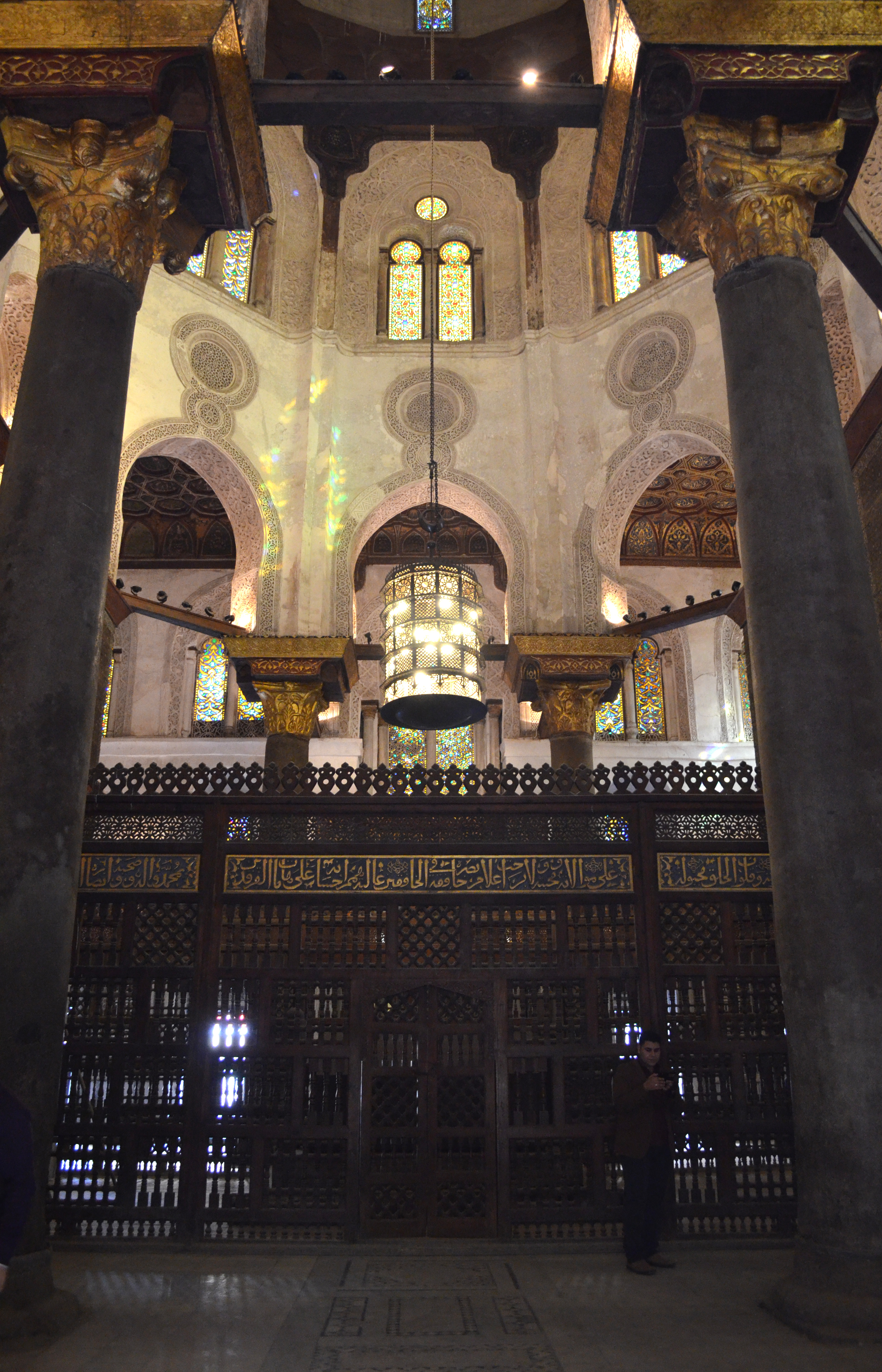
Mauzoleum Kalawuna w Kairze

Kalawun starał się podtrzymać przyjazne relacje z Cesarstwem Bizantyńskim ustanowione za czasów Bajbarsa. W 1281 podpisał traktat z cesarzem Michałem Paleologiem (1259–1281), który zapewniał bezpieczeństwo kupcom obu stron oraz gwarantował swobodny przejazd posłom sułtana udającym się do Złotej Ordy, jak i jego wysłannikom kupującym tam mameluków i niewolnice. Stosunki z Bizancjum miały dla Mameluków szczególne znaczenie ze względu na kontrolę cesarstwa nad cieśninami, którymi docierali do Egiptu niewolnicy ze Złotej Ordy. Traktat był zawarty na czas nieokreślony i był sformułowany jako obustronne zaprzysiężenie „miłości i przyjaźni”.
Kalawun prowadził politykę przyjazną w stosunku do cudzoziemskich kupców, czego świadectwem były m.in. traktaty handlowe zawarte z Genuą i Królestwem Aragonii. Rokowaniom z Genueńczykami towarzyszyły szczególne okoliczności, ponieważ po upadku Trypolisu odgrywający ważną rolę w ostatnim okresie istnienia miasta genueński admirał Benedykt Zaccaria przystał do korsarzy i uprowadził aleksandryjski statek. Na wieść o tym Kalawun podjął kroki odwetowe w stosunku do genueńskich kupców, podczas gdy władze republiki oświadczyły, że Zaccaria działał na własną rękę i wysłały do Egiptu poselstwo celem zawarcia rozejmu. Traktat został zawarty w maju 1290 i zawierał z jednej strony zaprzysiężenie przez władze Genui bezpieczeństwa i opieki nad muzułmańskimi podróżnymi, z drugiej zaś gwarancje bezpieczeństwa i swobody handlu dla genueńskich kupców w Egipcie. Aragonia była ważna dla Egiptu ze względu na wielkie centrum handlu jakim była Barcelona (stąd arabscy pisarze nazywali króla Aragonii Al-Barszanuni – „Barcelończyk”). Traktat zawarto w kwietniu 1290 i oprócz postanowień dotyczących handlu zawierał on także zobowiązanie Alfonsa III (1285–1291) do wspierania sułtana na morzu i lądzie w wypadku ofensywnych działań ze strony papieża lub jakiegokolwiek władcy frankijskiego, a także Genui, Wenecji, Bizancjum i zakonów rycerskich. Kalawun wydał także konwencję gwarantującą bezpieczeństwo obcym kupcom z takich krajów jak Chiny, Indie i Jemen. Chcąc wspierać handel krajowy zniósł także odmianę zakatu nazywaną zakat ad-dawlaba, która miała uderzać w muzułmańskich sklepikarzy.
Kalawun pozostawił po sobie jedne z najważniejszych monumentów mameluckiego panowania. Odnowił cytadele w Aleppo, Baalbeku i Damaszku. Jego najważniejszą fundacją był jednak założony w 1284 szpital Al-Maristan al-Mansuri (od bimaristan, perskiego określenia szpitala) w Kairze, „który jest być może najbardziej znaczącym budynkiem epoki Mameluków”. Al-Maristan był częścią kompleksu budynków, w którym mieściło się mauzoleum fundatora, madrasa i sierociniec. Podobnie jak szpitale w średniowiecznej Europie był on zasadniczo instytucją religijną. Był otwarty dla wszystkich, a każdy pacjent opuszczając go otrzymywał odzież i pieniądze. Ze szpitalem powiązany był wakf, z którego środki były przeznaczone na jego utrzymanie.
W roku 1280, Kalawun ogłosił dziedzicem swojego syna Alego, któremu nadał tytuł A-Malik as-Salih. Gdy w następnym roku Kalawun wyruszył na wyprawę, Ali rządził w Egipcie, a jego podpis widnieje na traktatach obok podpisu ojca. Ku wielkiej rozpaczy Kalawuna w lecie 1288 Ali zmarł, a rolę współsułtana przybrał jego brat Chalil (1290–1293). Kalawun zdawał się nie darzyć swego drugiego syna zbytnim zaufaniem, gdyż kilkakrotnie odmawiał podpisania aktu jego nominacji, mówiąc do sekretarza: „nigdy nie postawię Chalila nad muzułmanami”. Mimo tego, po jego śmierci Chalil przejął tron bez żadnych przeszkód. Oprócz Chalila sułtanem miał w przyszłości zostać jeszcze inny syn Kalawuna, An-Nasir Muhammad (1293–1294, 1299–1309, 1310–1341). Kalawun był jedynym sułtanem mameluków, któremu udało się założyć dynastię, jego potomkowie panowali bowiem w sułtanacie aż do roku 1382, z dwiema krótkimi przerwami na rządy uzurpatorów w latach 1294–1299 i 1309–1310. Koniec rządów Kalawunidów oznaczał jednocześnie koniec epoki panowania sułtanów pochodzenia kipczackiego (Bahrytów).